# Tamopsis tweedensis
Tamopsis tweedensis – gatunek pająka z rodziny Hersiliidae.
Gatunek ten został opisany w 1987 roku przez Barabarę i Martina Baehrów na podstawie 3 okazów. Holotyp odłowiono nad Tweed River.
Osiąga około 3,5 mm długości ciała. Prosoma żółta z białymi kropkami za oczami i na bocznych brzegach. Obszar oczny bardzo słabo wyniesiony, a nadustek w połowie tak wysoki jak on. Przednio-środkowa para oczu największa. Opistosoma samca biała z beżowymi: paskiem lancetowatym, brzegami bocznymi i 5 parami grzbietowych dołków mięśniowych, których kształt jest soczewkowaty. U samicy opistosoma szersza, podobnie ubarwiona. Odnóża żółtawe, u samicy wyraźniej obrączkowane. Nogogłaszczki samca z pólkiem gęsto rozmieszczonych kolców na grzbiecie, silnie skręconą i łyżeczkowatą apofizą medialną oraz trójspiczastym wierzchołkiem apofizy bocznej.
Pająk endemiczny dla Australii, znany z Nowej Południowej Walii i Queensland.